# Ixodes moreli
Ixodes moreli är en fästingart som beskrevs av Joseph Charles Arthur 1957. Ixodes moreli ingår i släktet Ixodes och familjen hårda fästingar. Inga underarter finns listade i Catalogue of Life.